# 西藏隔距兰
西藏隔距兰（学名：Cleisostoma medogense）为兰科隔距兰属下的一个种。

## 扩展阅读
- 維基物種上的相關：西藏隔距兰